# المقري (الباب)
قبر المقري  قرية سوريّة تقع على طريق حلب منبج على بعد 50كم إلى الشرق من مدينة حلب و10,كم إلى الشرق من مدينة الباب تتبع إداريّاً لمحافظة حلب منطقة الباب ناحية مركز الباب، بلغ تعداد سكانها 1,468 نسمة حسب التعداد السكاني لعام 2004.  سكان القرية من العرب من عشائر البني سعيد والمجادمة والبوغزال الحديديين يعمل سكان القرية في الزراعة وتربية المواشي .